# Nationalpark Capiro Calentura
Im Nationalpark Capiro Calentura (Parque Nacional Capiro Calentura) erstreckt sich Tropischer Regenwald entlang der Nordküste Honduras nahe dem Ort Trujillo. Der Park wurde von der FUCAGUA Gruppe gegründet.
Im Nationalpark Capiro Calentura lebt u. a. der Mantelbrüllaffe (Alouatta palliata).